# 御家人役
御家人役（ごけにんやく）とは、鎌倉幕府において将軍（鎌倉殿）の御恩に対する御家人の奉公義務として課された各種の課役のこと。

## 概要
御家人役の代表的なものは有事の際の軍役であったが、平時にも様々な御家人役があり、大きく分けると京都大番役をはじめとする番役などの軍事的な負担と関東御公事とよばれる経済的な負担に区別された。また、朝廷から将軍に委任された軍事的・警察的権限に基づく間接的な勤役と将軍に対する直接的な勤役に分けることができる。また、内容によっては全国の御家人ではなく、東国・西国あるいは特定の一国もしくは数ヶ国といった限定した地域の御家人を対象として賦課される場合もあった。
御家人役は御家人領の多少に応じて賦課（田率所課）され、御家人は守護を介在させて勤仕・納入を行った。また、庶子の場合にはその一族の惣領を介在させた（結果的には幕府－守護－御家人（惣領－庶子）という賦課体系となる）。田率所課を決定するために作成されたのが大田文である。時代が下るにつれて賦課が過重となり、特に元寇を機に設置された異国警固番役などはその傾向を促進された。御家人の経済的困窮の一因となり、ひいては御家人領の喪失・非御家人への流出を招いた。更に惣領は御家人役の負担に応じない庶子の御家人役を代納する代わりにその所領を没収する権利を有していたが、その負担や所領没収を巡って惣領と庶子の間で争いを生じさせた。同様に庶子の間には惣領からの賦課を拒否して守護からの直接の賦課（結果的には惣領からの独立を意味する）を希望して、そのことが惣領と庶子の間で争いを生じさせた。それでも御家人役を賦課され、これを負担することは御家人としての社会的地位を認められた証として受け取られ、経済的に困窮した御家人であってもその負担に応じるべく尽くす者も多かった。
鎌倉幕府の滅亡後成立した建武政権は御家人制度そのものを採用せずに、御家人の経済的困窮の中でその役割が低下していた御家人役に代わる新たな制度を採用しようとした。同政権は間もなく崩壊するが、新たに成立した室町幕府においても「御家人」の呼称は用いられても、従来の御家人役に基づく課役制度は復活されなかった。